# Mai cây
Mai cây, mai dây, mai ống, tên khoa học Dendrocalamus yunnanicus, là một loài thực vật có hoa trong họ Hòa thảo. Loài này được Hsueh & D.Z.Li mô tả khoa học đầu tiên năm 1988.